# Tielebino
Tielebino (ros. Телебино) – wieś w Rosji, w rejonie grazowieckim obwodu wołogodzkiego. W 2002 roku mieszkała w niej tylko jedna osoba.